# Кападжак, Бурак
Бурак Капачак (тур. Burak Kapacak; родился 8 декабря 1999 года в Османгазие, Турция) — турецкий футболист, защитник клуба «Фенербахче».

## Клубная карьера
Капачак — воспитанник клубов Алтынсабан и «Бурсаспор». 18 мая 2018 года в матче против «Генчлербирлиги» он дебютировал в турецкой Суперлиге.

## Международная карьера
В 2018 году Капачак в составе юношеской сборной Турции принял участие в юношеском чемпионате Европы в Финляндии. На турнире он сыграл в матче против сборной Франции.